# Moleculaire evolutie

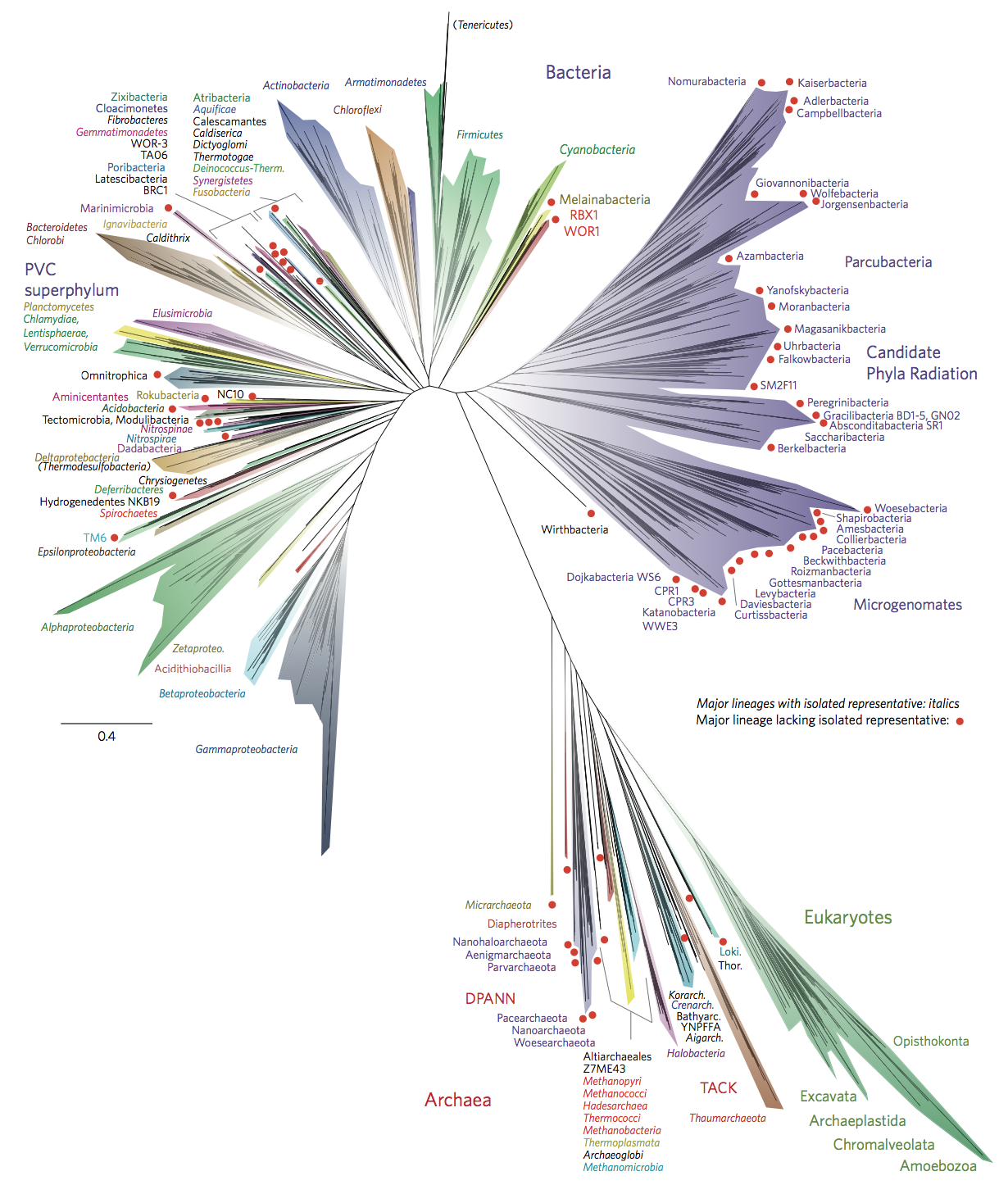
Voorstelling van de universele levensboom op basis van ribosomale eiwit-sequenties. Verreweg de meeste evolutionaire diversiteit doet zich voor bij bacteriën (bovenste takken).

Moleculaire evolutie is de geleidelijke verandering van de sequentie van cellulaire moleculen zoals DNA, RNA en eiwitten over vele generaties heen. Het onderzoeksgebied dat zich bezighoudt met evolutionaire veranderingen op de moleculaire schaal, maakt gebruik van principes uit de  evolutiebiologie, genomica en populatiegenetica om patronen in deze veranderingen te verklaren. Belangrijke onderwerpen in dit onderzoeksgebied zijn bijvoorbeeld de snelheden en wetmatigheden waarmee genomen veranderen, het ontstaan van nieuwe genen of genfamilies, de genetische basis van soortvorming, en de selectiedruk die op genetische informatie ligt.